# Timóteo do Sacramento
Dom Frei Timóteo do Sacramento SSPE (Lisboa, 5 de fevereiro de 1653 — abril de 1714) foi prelado católico português. Foi o 14.º bispo da Diocese de São Tomé e Príncipe e o 4.º da Diocese do Maranhão.

## Biografia
Era da Ordem dos Eremitas de São Paulo. Em 2 de janeiro de 1653, foi eleito bispo da Diocese de São Tomé e Príncipe, então colônia portuguesa, pelo Papa Inocêncio XII. Foi sagrado em 2 de abril daquele mesmo ano, por D. Frei José António de Lencastre, OCarm, bispo de Leiria, auxiliado por D. António de Vasconcelos e Sousa, bispo de Lamego, e D. José de Barros Alarcão, bispo do Rio de Janeiro, que, na época, também era subordinada ao Patriarcado de Lisboa.
Três anos depois, em 17 de dezembro de 1696, foi transferido para a Diocese do Maranhão, da qual tomou posse em maio de 1697. Todavia, após alguns anos de trabalho, retirou-se, desgostoso, para Lisboa, Portugal, donde continuou a governar a diocese através de seus vigários gerais. Não se sabe a data certa de seu falecimento, mas consta ter sido em 1714, pois, em 24 de abril desse ano, o Cabido de Lisboa anunciou sua morte e nomeia vigário capitular para governar a diocese.